# Société algérienne de nutrition
 (juillet 2015).
Si vous disposez d'ouvrages ou d'articles de référence ou si vous connaissez des sites web de qualité traitant du thème abordé ici, merci de compléter l'article en donnant les références utiles à sa vérifiabilité et en les liant à la section « Notes et références ».
La Société algérienne de nutrition (SAN) est une association nationale algérienne à but non lucratif créée en 2011 et qui a pour objectif la promotion de "la nutrition et santé", intitulé de sa revue semestrielle.
Son siège est à l'université d'Oran Es-Senia, encadrée par des professeurs, enseignants universitaires et professionnels de la santé et la nutrition. 
La SAN organise des congrès internationaux annuels (CI-SAN) et des formations en nutrition au profit des praticiens de santé et tous ceux qui sont concernés par le monde de la nutrition.